# Brasilocerus espiritensis
Brasilocerus espiritensis är en skalbaggsart som beskrevs av Wittmer 1963. Brasilocerus espiritensis ingår i släktet Brasilocerus och familjen Phengodidae. Inga underarter finns listade i Catalogue of Life.